# Pervenstvo Professional'noj Futbol'noj Ligi 2015-2016
La Pervenstvo Professional'noj Futbol'noj Ligi 2015-2016 (in russo: Lega del Campionato professionistico di calcio 2015-2016) è stata la 24ª edizione della PFN Ligi, terza serie del campionato russo di calcio.

## Stagione

### Novità
Il numero di squadre partecipante scese drasticamente da 74 a 62. Furono, infatti, diversi i ritiri tra i club della precedente edizione, sia durante la stagione che nella sosta estiva: diedero forfait Saturn, Template:Calcio Vybor-Kurbatovo, Podol'e, Metallurg Vyksa, le tre squadre della Crimea (TSC Sinferopoli, BSF Sebastopoli e Žemčužyna Jalta escluse dall'UEFA), Rotor, Vitjaz' Krymsk, Taganrog, Anži-2 e Rubin-2.
Dalla precedente stagione erano state promosse in PFN Ligi sei club: oltre ai cinque vincitori (Spartak-2 Mosca, Fakel Voronež, Torpedo Armavir, KAMAZ e Bajkal Irkutsk), anche lo Zenit-2, in quanto il Torpedo Mosca, retrocesso in PFN Ligi, optò per la PPF Ligi. Tra le squadre retrocesse tra i dilettanti Znamja Truda e Arsenal-2 Tula furono riammesse, mentre Soči 2013 e Spartak Joškar-Ola diedero forfait.
Furono, quindi, ammessi dai dilettanti Karelija Petrozavodsk, Energomaš, SKA Rostov (promossi sul campo quali vincitori dei rispettivi gironi) e Volga-Olimpiec, ripescata

### Formula
Il numero di partecipanti variava a seconda del girone: in particolare nel Girone Est c'erano solo nove squadre al via e in quello Urali-Volga dieci. In tutti i gironi si giocavano turni di andata e ritorno, con l'eccezione dei Gironi Est e Urali-Volga dove erano previsti tre turni; erano assegnati tre punti per la vittoria, uno per il pareggio e zero per la sconfitta. La promozione in seconda serie era riservata alla sola prima classificata di ogni girone, mentre non erano previste retrocessioni nei dilettanti.

### Avvenimenti
Nel Girone Est, durante la sosta invernale il Novokuzneck dichiarò bancarotta e si ritirò dal campionato: per le restanti gare la vittoria fu attribuita 3-0 a tavolino agli avversari.

## Girone Ovest

### Squadre partecipanti
| Squadra                | Città           | Stagione precedente                         |
| ---------------------- | --------------- | ------------------------------------------- |
| Chimki                 | Chimki          | 4º nel Girone Ovest di PPF Ligi             |
| Dinamo San Pietroburgo | San Pietroburgo | 18º posto in PFN Ligi                       |
| Dnepr Smolensk         | Smolensk        | 14º nel Girone Ovest di PPF Ligi            |
| Dolgoprudnyj           | Dolgoprudnyj    | 6º nel Girone Ovest di PPF Ligi             |
| Domodedovo             | Domodedovo      | 10º nel Girone Ovest di PPF Ligi            |
| Karelija Petrozavodsk  | Petrozavodsk    | 1° nel Girone Severo Zapad dei dilettanti   |
| Kolomna                | Kolomna         | 15º nel Girone Ovest di PPF Ligi            |
| Pskov-747              | Pskov           | 9 nel Girone Ovest di PPF Ligi              |
| Soljaris Mosca         | Mosca           | 12º nel Girone Ovest di PPF Ligi            |
| Spartak Kostroma       | Kostroma        | 13º nel Girone Ovest di PPF Ligi            |
| Strogino Mosca         | Mosca           | 3º nel Girone Ovest di PPF Ligi             |
| Tekstilščik Ivanovo    | Ivanovo         | 5º nel Girone Ovest di PPF Ligi             |
| Torpedo Vladimir       | Vladimir        | 8º nel Girone Ovest di PPF Ligi             |
| Volga Tver'            | Tver'           | 11º nel Girone Ovest di PPF Ligi            |
| Znamja Truda           | Orechovo-Zuevo  | 16º nel Girone Ovest di PPF Ligi, ripescato |

### Classifica finale
|  | Pos. | Squadra                | Pt | G  | V  | N  | P  | GF | GS | DR  |
|  | ---- | ---------------------- | -- | -- | -- | -- | -- | -- | -- | --- |
|  | 1.   | Chimki                 | 69 | 28 | 21 | 6  | 1  | 53 | 14 | +39 |
|  | 2.   | Dolgoprudnyj           | 55 | 28 | 17 | 4  | 7  | 49 | 30 | +19 |
|  | 3.   | Soljaris Mosca         | 55 | 28 | 17 | 4  | 7  | 50 | 24 | +26 |
|  | 4.   | Tekstilščik Ivanovo    | 53 | 28 | 15 | 8  | 5  | 49 | 23 | +26 |
|  | 5.   | Torpedo Vladimir       | 51 | 28 | 14 | 9  | 5  | 37 | 24 | +13 |
|  | 6.   | Spartak Kostroma       | 47 | 28 | 14 | 5  | 9  | 42 | 33 | +9  |
|  | 7.   | Dinamo San Pietroburgo | 47 | 28 | 14 | 5  | 9  | 44 | 31 | +13 |
|  | 8.   | Pskov-747              | 38 | 28 | 11 | 5  | 12 | 38 | 38 | +0  |
|  | 9.   | Strogino Mosca         | 33 | 28 | 8  | 9  | 11 | 35 | 32 | +3  |
|  | 10.  | Dnepr Smolensk         | 31 | 28 | 7  | 10 | 11 | 26 | 32 | -6  |
|  | 11.  | Volga Tver'            | 28 | 28 | 7  | 7  | 14 | 26 | 43 | -17 |
|  | 12.  | Znamja Truda           | 25 | 28 | 7  | 4  | 17 | 28 | 54 | -26 |
|  | 13.  | Domodedovo             | 22 | 28 | 5  | 7  | 16 | 30 | 52 | -22 |
|  | 14.  | Karelija Petrozavodsk  | 20 | 28 | 5  | 5  | 18 | 26 | 58 | -32 |
|  | 15.  | Kolomna                | 10 | 28 | 2  | 4  | 22 | 20 | 65 | -45 |

### Verdetti
- Chimki promosso in Pervenstvo Futbol'noj Nacional'noj Ligi 2016-2017.

### Risultati
|                       | CHI  | DOL  | SOM  | TEI  | TOV  | SPK  | DSN  | P47  | STM  | DNS  | VOT  | ZNT  | DOM  | KAP  | KOL  |
| Chimki                | ---- | 2-2  | 3-1  | 1-1  | 1-0  | 3-0  | 1-0  | 4-0  | 2-1  | 2-2  | 4-0  | 2-0  | 4-0  | 3-2  | 1-1  |
| Dolgoprudnyj          | 0-1  | ---- | 1-0  | 1-0  | 1-2  | 2-1  | 2-1  | 0-1  | 1-1  | 2-0  | 3-1  | 2-1  | 2-1  | 3-2  | 5-0  |
| Soljaris Mosca        | 0-2  | 0-1  | ---- | 2-0  | 1-1  | 3-1  | 2-1  | 2-0  | 2-1  | 2-0  | 1-0  | 6-0  | 3-0  | 4-2  | 4-1  |
| Tekstilshchik         | 1-2  | 2-1  | 1-0  | ---- | 1-0  | 0-0  | 1-1  | 3-1  | 0-0  | 1-1  | 3-0  | 4-0  | 4-2  | 6-0  | 4-1  |
| Torpedo Vladimir      | 0-0  | 3-1  | 0-0  | 0-1  | ---- | 1-1  | 2-0  | 1-1  | 2-1  | 2-1  | 0-0  | 3-2  | 2-2  | 0-0  | 2-1  |
| Spartak Kostroma      | 0-2  | 1-3  | 2-1  | 1-1  | 1-0  | ---- | 2-1  | 2-0  | 2-1  | 1-0  | 0-1  | 2-0  | 3-1  | 3-0  | 3-0  |
| Dinamo S.Pietroburgo  | 1-0  | 1-3  | 1-1  | 1-0  | 2-3  | 3-2  | ---- | 3-3  | 1-2  | 3-0  | 1-0  | 2-1  | 3-0  | 2-0  | 3-0  |
| Pskov-747             | 0-1  | 3-1  | 1-1  | 1-1  | 1-2  | 3-1  | 1-1  | ---- | 1-0  | 0-1  | 2-3  | 2-4  | 1-0  | 0-1  | 2-1  |
| Strogino Mosca        | 1-2  | 3-1  | 1-2  | 4-1  | 0-0  | 0-0  | 0-3  | 0-1  | ---- | 1-3  | 4-0  | 0-0  | 1-1  | 3-2  | 2-0  |
| Dnepr Smolensk        | 0-0  | 0-0  | 0-3  | 2-2  | 0-1  | 0-2  | 1-1  | 2-1  | 0-0  | ---- | 1-2  | 3-0  | 2-0  | 2-0  | 1-0  |
| Volga Tver'           | 0-2  | 1-1  | 1-0  | 1-2  | 1-2  | 1-2  | 0-1  | 0-3  | 2-1  | 1-1  | ---- | 0-0  | 1-1  | 1-1  | 4-2  |
| Znamja Truda          | 0-3  | 0-2  | 2-3  | 0-1  | 0-3  | 3-2  | 3-1  | 0-2  | 2-3  | 1-0  | 1-0  | ---- | 1-4  | 4-0  | 1-1  |
| Domodedovo            | 0-1  | 1-3  | 0-1  | 0-3  | 0-2  | 0-2  | 1-3  | 2-1  | 1-1  | 2-2  | 1-1  | 0-1  | ---- | 2-2  | 3-0  |
| Karelija Petrozavodsk | 0-2  | 1-2  | 0-2  | 0-3  | 3-0  | 1-3  | 0-2  | 1-3  | 0-3  | 0-0  | 3-1  | 1-1  | 0-2  | ---- | 2-0  |
| Kolomna               | 1-2  | 0-3  | 1-3  | 0-2  | 1-3  | 2-2  | 0-1  | 0-3  | 0-0  | 2-1  | 0-3  | 2-0  | 2-3  | 1-2  | ---- |
| --------------------- | ---- | ---- | ---- | ---- | ---- | ---- | ---- | ---- | ---- | ---- | ---- | ---- | ---- | ---- | ---- |

## Girone Centro

### Squadre partecipanti
| Squadra          | Città    | Stagione precedente                                       |
| ---------------- | -------- | --------------------------------------------------------- |
| Arsenal-2 Tula   | Tula     | 16º nel Girone Centro di PPF Ligi, ripescato              |
| Avangard Kursk   | Kursk    | 9º nel Girone Centro di PPF Ligi                          |
| Čertanovo        | Russia   | 15º nel Girone Centro di PPF Ligi                         |
| Dinamo Brjansk   | Brjansk  | 10º nel Girone Centro di PPF Ligi                         |
| Energomaš        | Belgorod | 1° nel Girone Černozem'e dei dilettanti                   |
| Kaluga           | Kaluga   | 6º nel Girone Centro di PPF Ligi                          |
| Lokomotiv Liski  | Liski    | 4º nel Girone Centro di PPF Ligi                          |
| Metallurg Lipeck | Lipeck   | 7º nel Girone Centro di PPF Ligi                          |
| Orël             | Orël     | 13º nel Girone Centro di PPF Ligi                         |
| Rjazan'          | Rjazan'  | 5º nel Girone Centro di PPF Ligi                          |
| Tambov           | Tambov   | 2º nel Girone Centro di PPF Ligi                          |
| Torpedo Mosca    | Mosca    | 15° in Prem'er-Liga, rinunciò ad iscriversi alla PFN Ligi |
| Vitjaz' Podol'sk | Podol'sk | 3º nel Girone Centro di PPF Ligi                          |
| Zenit Penza      | Penza    | 8º nel Girone Centro di PPF Ligi                          |

### Classifica finale
|  | Pos. | Squadra          | Pt | G  | V  | N  | P  | GF | GS | DR  |
|  | ---- | ---------------- | -- | -- | -- | -- | -- | -- | -- | --- |
|  | 1.   | Tambov           | 54 | 26 | 15 | 9  | 2  | 41 | 19 | +22 |
|  | 2.   | Energomaš        | 46 | 26 | 13 | 7  | 6  | 28 | 16 | +12 |
|  | 3.   | Rjazan'          | 40 | 26 | 10 | 10 | 6  | 19 | 15 | +4  |
|  | 4.   | Metallurg Lipeck | 40 | 26 | 9  | 13 | 4  | 26 | 21 | +5  |
|  | 5.   | Avangard Kursk   | 39 | 26 | 10 | 9  | 7  | 33 | 22 | +11 |
|  | 6.   | Lokomotiv Liski  | 39 | 26 | 9  | 12 | 5  | 27 | 19 | +8  |
|  | 7.   | Zenit Penza      | 38 | 26 | 10 | 8  | 8  | 25 | 21 | +4  |
|  | 8.   | Kaluga           | 33 | 26 | 9  | 6  | 11 | 24 | 27 | -3  |
|  | 9.   | Dinamo Brjansk   | 31 | 26 | 8  | 7  | 11 | 22 | 25 | -3  |
|  | 10.  | Vitjaz' Podol'sk | 31 | 26 | 8  | 7  | 11 | 31 | 32 | -1  |
|  | 11.  | Čertanovo        | 30 | 26 | 8  | 6  | 12 | 31 | 42 | -11 |
|  | 12.  | Torpedo Mosca    | 30 | 26 | 8  | 6  | 12 | 21 | 28 | -7  |
|  | 13.  | Orël             | 22 | 26 | 5  | 7  | 14 | 9  | 25 | -16 |
|  | 14.  | Arsenal-2 Tula   | 15 | 26 | 2  | 9  | 15 | 22 | 47 | -25 |

### Verdetti
- Tambov promosso in Pervenstvo Futbol'noj Nacional'noj Ligi 2016-2017.

### Risultati
|                  | TAM  | ENE  | RJA  | MEL  | AVK  | LOL  | ZEP  | KAL  | DIB  | VIP  | CER  | TOM  | ORE  | A2T  |
| Tambov           | ---- | 1-0  | 0-0  | 1-1  | 3-1  | 2-2  | 0-0  | 3-2  | 1-0  | 2-0  | 5-0  | 2-1  | 2-0  | 2-1  |
| Energomaš        | 1-1  | ---- | 1-0  | 0-0  | 1-0  | 0-0  | 1-1  | 1-0  | 0-1  | 4-1  | 2-0  | 0-2  | 1-1  | 2-2  |
| Rjazan'          | 0-0  | 1-2  | ---- | 0-0  | 0-0  | 2-0  | 0-3  | 1-0  | 2-0  | 1-0  | 0-0  | 1-1  | 1-0  | 2-1  |
| Metallurg Lipeck | 2-1  | 1-0  | 0-0  | ---- | 0-4  | 0-0  | 2-1  | 2-1  | 3-2  | 3-3  | 1-1  | 0-1  | 0-0  | 2-1  |
| Avangard Kursk   | 2-3  | 1-1  | 1-0  | 1-1  | ---- | 1-2  | 2-3  | 1-0  | 2-2  | 0-0  | 2-1  | 1-0  | 1-0  | 5-0  |
| Lokomotiv Liski  | 0-3  | 1-0  | 1-0  | 0-0  | 0-0  | ---- | 3-0  | 1-1  | 3-1  | 1-2  | 1-1  | 1-0  | 1-0  | 5-0  |
| Zenit Penza      | 0-0  | 1-0  | 1-2  | 2-1  | 2-1  | 0-0  | ---- | 0-1  | 0-0  | 1-0  | 1-0  | 3-0  | 0-1  | 0-0  |
| Kaluga           | 1-1  | 0-1  | 0-1  | 0-1  | 0-0  | 1-1  | 3-1  | ---- | 2-2  | 0-3  | 1-2  | 1-0  | 3-1  | 2-1  |
| Dinamo Brjansk   | 1-2  | 0-2  | 2-0  | 0-2  | 1-0  | 0-0  | 0-0  | 3-0  | ---- | 1-0  | 3-1  | 0-1  | 0-1  | 0-0  |
| Vitjaz' Podol'sk | 3-0  | 0-3  | 1-1  | 1-0  | 0-0  | 2-1  | 1-1  | 0-1  | 0-0  | ---- | 1-2  | 0-1  | 1-0  | 4-1  |
| Čertanovo        | 0-1  | 1-2  | 0-1  | 1-4  | 1-2  | 1-1  | 1-0  | 0-2  | 1-2  | 4-3  | ---- | 1-1  | 2-0  | 4-4  |
| Torpedo Mosca    | 1-1  | 0-1  | 0-2  | 0-0  | 1-1  | 1-2  | 2-1  | 0-1  | 1-0  | 1-3  | 0-1  | ---- | 2-0  | 3-2  |
| Orël             | 0-3  | 0-1  | 0-0  | 0-0  | 0-1  | 1-0  | 0-1  | 0-0  | 1-0  | 1-0  | 0-2  | 1-1  | ---- | 0-0  |
| Arsenal-2 Tula   | 0-1  | 0-1  | 1-1  | 0-0  | 0-3  | 0-0  | 0-2  | 0-1  | 0-1  | 2-2  | 2-3  | 2-0  | 2-1  | ---- |
| ---------------- | ---- | ---- | ---- | ---- | ---- | ---- | ---- | ---- | ---- | ---- | ---- | ---- | ---- | ---- |

## Girone Sud

### Squadre partecipanti
| Squadra                 | Città          | Stagione precedente              |
| ----------------------- | -------------- | -------------------------------- |
| Afips Afipskij          | Afipskij       | 4º nel Girone Sud di PPF Ligi    |
| Alanija Vladikavkaz     | Vladikavkaz    | 14º nel Girone Sud di PPF Ligi   |
| Angušt Nazran'          | Nazran'        | 12º nel Girone Sud di PPF Ligi   |
| Astrachan'              | Astrachan'     | 15º nel Girone Sud di PPF Ligi   |
| Biolog-Novokubansk      | Novokubansk    | 11º nel Girone Sud di PPF Ligi   |
| Černomorec Novorossijsk | Novorossijsk   | 3º nel Girone Sud di PPF Ligi    |
| Dinamo Stavropol'       | Stavropol'     | 5º nel Girone Sud di PPF Ligi    |
| Družba Majkop           | Majkop         | 10º nel Girone Sud di PPF Ligi   |
| Krasnodar-2             | Krasnodar      | 16º nel Girone Sud di PPF Ligi   |
| Mašuk-KMV Pjatigorsk    | Pjatigorsk     | 7º nel Girone Sud di PPF Ligi    |
| MITOS Novočerkassk      | Novočerkassk   | 6º nel Girone Sud di PPF Ligi    |
| SKA Rostov              | Rostov sul Don | 1° nel Girone Sud dei dilettanti |
| Spartak-Nal'čik         | Nal'čik        | 8º nel Girone Sud di PPF Ligi    |
| Terek Groznyj-2         | Groznyj        | 17º nel Girone Sud di PPF Ligi   |

### Classifica finale
|  | Pos. | Squadra                 | Pt | G  | V  | N | P  | GF | GS | DR  |
|  | ---- | ----------------------- | -- | -- | -- | - | -- | -- | -- | --- |
|  | 1.   | Spartak-Nal'čik         | 63 | 26 | 19 | 6 | 1  | 43 | 6  | +37 |
|  | 2.   | Afips Afipskij          | 49 | 26 | 15 | 4 | 7  | 35 | 27 | +8  |
|  | 3.   | Krasnodar-2             | 48 | 26 | 14 | 6 | 6  | 53 | 26 | +27 |
|  | 4.   | Černomorec Novorossijsk | 48 | 26 | 14 | 6 | 6  | 35 | 22 | +13 |
|  | 5.   | Angušt Nazran'          | 41 | 26 | 11 | 8 | 7  | 24 | 17 | +7  |
|  | 6.   | SKA Rostov              | 38 | 26 | 11 | 5 | 10 | 34 | 24 | +10 |
|  | 7.   | Mašuk-KMV Pjatigorsk    | 35 | 26 | 10 | 5 | 11 | 26 | 32 | -6  |
|  | 8.   | Dinamo Stavropol'       | 35 | 26 | 9  | 8 | 9  | 30 | 30 | +0  |
|  | 9.   | Terek Groznyj-2         | 31 | 26 | 8  | 7 | 11 | 32 | 31 | +1  |
|  | 10.  | Biolog-Novokubansk      | 27 | 26 | 7  | 6 | 13 | 21 | 34 | -13 |
|  | 11.  | Alanija Vladikavkaz     | 25 | 26 | 6  | 7 | 13 | 19 | 37 | -18 |
|  | 12.  | MITOS Novočerkassk      | 23 | 26 | 6  | 5 | 15 | 30 | 48 | -18 |
|  | 13.  | Astrachan'              | 21 | 26 | 5  | 6 | 15 | 23 | 49 | -26 |
|  | 14.  | Družba Majkop           | 20 | 26 | 5  | 5 | 16 | 22 | 44 | -22 |

### Verdetti
- Spartak-Nal'čik promosso in Pervenstvo Futbol'noj Nacional'noj Ligi 2016-2017.

### Risultati
|                      | SPN  | AFA  | KR2  | CEN  | ANN  | SKR  | MKP  | DIS  | TG2  | BIN  | ALV  | MIN  | AST  | DRM  |
| Spartak-Nal'čik      | ---- | 0-0  | 2-1  | 1-0  | 2-0  | 0-0  | 3-0  | 2-1  | 2-0  | 0-0  | 2-0  | 1-0  | 4-0  | 3-0  |
| Afips Afipskij       | 1-0  | ---- | 1-1  | 0-1  | 2-1  | 1-0  | 1-0  | 2-1  | 3-7  | 3-0  | 3-0  | 1-0  | 4-0  | 1-1  |
| Krasnodar-2          | 0-0  | 1-0  | ---- | 5-0  | 0-2  | 1-0  | 2-1  | 4-1  | 3-1  | 5-1  | 1-1  | 4-1  | 3-1  | 1-1  |
| Čern. Novorossijsk   | 0-2  | 2-1  | 3-1  | ---- | 0-1  | 2-2  | 2-0  | 3-2  | 1-0  | 1-1  | 2-1  | 4-0  | 2-0  | 1-0  |
| Angušt Nazran'       | 0-0  | 0-1  | 0-0  | 0-0  | ---- | 1-0  | 0-1  | 0-0  | 1-0  | 1-0  | 2-0  | 2-1  | 1-1  | 1-0  |
| SKA Rostov           | 1-3  | 1-2  | 0-3  | 2-0  | 2-1  | ---- | 1-1  | 1-0  | 2-1  | 0-0  | 3-1  | 3-0  | 5-0  | 4-1  |
| Mašuk-KMV Pjatigorsk | 0-2  | 0-1  | 0-4  | 1-1  | 0-1  | 1-0  | ---- | 1-1  | 2-0  | 0-1  | 1-1  | 0-5  | 1-0  | 2-0  |
| Dinamo Stavropol'    | 0-1  | 1-0  | 3-2  | 0-2  | 1-0  | 0-0  | 0-1  | ---- | 0-0  | 1-0  | 4-2  | 3-3  | 2-0  | 3-1  |
| Terek Groznyj-2      | 0-3  | 1-2  | 1-0  | 1-1  | 1-2  | 2-1  | 0-0  | 1-1  | ---- | 0-2  | 3-0  | 0-0  | 4-1  | 0-0  |
| Biolog-Novokubansk   | 0-2  | 0-1  | 3-2  | 0-1  | 2-2  | 2-0  | 1-0  | 3-0  | 0-3  | ---- | 0-0  | 0-1  | 1-3  | 0-0  |
| Alanija Vladikavkaz  | 1-1  | 3-0  | 0-1  | 0-3  | 0-0  | 0-3  | 0-3  | 0-0  | 1-0  | 1-0  | ---- | 2-1  | 1-1  | 1-0  |
| MITOS Novočerkassk   | 0-2  | 2-3  | 1-5  | 0-0  | 0-0  | 1-0  | 2-5  | 1-2  | 0-1  | 1-3  | 2-0  | ---- | 0-3  | 4-1  |
| Astrachan'           | 1-3  | 1-1  | 1-1  | 1-0  | 0-3  | 0-2  | 1-2  | 0-0  | 1-3  | 4-1  | 1-0  | 2-2  | ---- | 0-1  |
| Družba Majkop        | 0-2  | 3-0  | 1-2  | 0-3  | 3-2  | 0-1  | 2-3  | 0-3  | 2-2  | 2-0  | 0-3  | 1-2  | 2-0  | ---- |
| -------------------- | ---- | ---- | ---- | ---- | ---- | ---- | ---- | ---- | ---- | ---- | ---- | ---- | ---- | ---- |

## Girone Urali-Volga

### Squadre partecipanti
| Squadra          | Città           | Stagione precedente                               |
| ---------------- | --------------- | ------------------------------------------------- |
| Čeljabinsk       | Čeljabinsk      | 4º nel Girone Urali-Volga di PPF Ligi             |
| Chimik Dzeržinsk | Dzeržinsk       | 17º posto in PFN Ligi                             |
| Dinamo Kirov     | Kirov           | 10º nel Girone Urali-Volga di PPF Ligi            |
| Lada-Togliatti   | Togliatti       | 9º nel Girone Urali-Volga di PPF Ligi             |
| Neftechimik      | Nižnekamsk      | 8º nel Girone Urali-Volga di PPF Ligi             |
| Nosta Novotroick | Novotroick      | 7º nel Girone Urali-Volga di PPF Ligi             |
| Syzran'-2003     | Syzran'         | 3º nel Girone Urali-Volga di PPF Ligi             |
| Volga-Olimpiec   | Nižnij Novgorod | 2° nel Girone Privolž'e dei dilettanti, ripescato |
| Volga Ul'janovsk | Ul'janovsk      | 6º nel Girone Urali-Volga di PPF Ligi             |
| Zenit Iževsk     | Iževsk          | 2º nel Girone Urali-Volga di PPF Ligi             |

### Classifica finale
|  | Pos. | Squadra          | Pt | G  | V  | N | P  | GF | GS | DR  |
|  | ---- | ---------------- | -- | -- | -- | - | -- | -- | -- | --- |
|  | 1.   | Neftechimik      | 60 | 27 | 18 | 6 | 3  | 56 | 15 | +41 |
|  | 2.   | Zenit Iževsk     | 54 | 27 | 17 | 3 | 7  | 49 | 25 | +24 |
|  | 3.   | Volga-Olimpiec   | 53 | 27 | 15 | 8 | 4  | 38 | 19 | +19 |
|  | 4.   | Syzran'-2003     | 46 | 27 | 13 | 7 | 7  | 35 | 29 | +6  |
|  | 5.   | Čeljabinsk       | 44 | 27 | 13 | 5 | 9  | 41 | 27 | +14 |
|  | 6.   | Volga Ul'janovsk | 35 | 27 | 10 | 5 | 12 | 33 | 32 | +1  |
|  | 7.   | Nosta Novotroick | 28 | 27 | 7  | 7 | 13 | 33 | 41 | -8  |
|  | 8.   | Chimik Dzeržinsk | 25 | 27 | 7  | 4 | 16 | 28 | 54 | -26 |
|  | 9.   | Lada-Togliatti   | 22 | 27 | 5  | 7 | 15 | 23 | 56 | -33 |
|  | 10.  | Dinamo Kirov     | 9  | 27 | 1  | 6 | 20 | 18 | 56 | -38 |

### Verdetti
- Neftechimik promosso in Pervenstvo Futbol'noj Nacional'noj Ligi 2016-2017.

### Risultati
|                  | NEF     | ZEI     | VOO     | S03     | CEL     | VOU     | NON     | CHD     | LAT     | DIK     |
| Neftechimik      | ----    | 3-2 1-0 | 1-0     | 2-3     | 1-2 1-1 | 2-0 3-0 | 3-0     | 2-1 5-0 | 4-0 2-0 | 5-0     |
| Zenit Iževsk     | 0-0     | ----    | 1-0 0-1 | 1-1 6-0 | 2-1 1-0 | 2-0 2-1 | 2-0     | 0-0 3-1 | 6-1     | 3-2     |
| Volga-Olimpiec   | 0-0 1-1 | 3-1     | ----    | 2-0     | 0-0 3-0 | 2-0 0-0 | 0-2     | 2-1     | 1-1 2-1 | 1-0     |
| Syzran'-2003     | 0-0 2-1 | 2-3     | 1-1 0-1 | ----    | 2-0 4-0 | 3-0     | 2-0     | 2-3     | 0-0     | 2-0     |
| Čeljabinsk       | 1-1     | 2-0     | 1-3     | 3-0     | ----    | 3-0 0-1 | 1-2 2-1 | 2-0 3-0 | 7-0     | 3-0 1-1 |
| Volga Ul'janovsk | 0-1     | 2-1     | 1-2     | 3-0 0-0 | 2-0     | ----    | 1-1 1-3 | 3-0     | 2-3     | 1-0 2-0 |
| Nosta Novotroick | 1-6 1-2 | 0-2 1-2 | 0-2 4-0 | 0-1 1-2 | 0-1     | 0-0     | ----    | 1-2     | 1-1 3-0 | 1-1     |
| Chimik Dzeržinsk | 0-2     | 2-1     | 1-1 0-3 | 0-1 0-0 | 2-3     | 0-3     | 2-2 1-3 | ----    | 2-0     | 3-0     |
| Lada Togliatti   | 0-3     | 0-3 0-1 | 0-3     | 1-3     | 0-1 0-0 | 0-4 2-2 | 0-1     | 4-1     | ----    | 2-1 0-0 |
| Dinamo Kirov     | 0-1 0-3 | 1-2 0-2 | 2-2 0-2 | 1-3 0-1 | 0-3     | 2-1     | 1-1 3-3 | 1-2     | 2-3     | ----    |
| ---------------- | ------- | ------- | ------- | ------- | ------- | ------- | ------- | ------- | ------- | ------- |

## Girone Est

### Squadre partecipanti
| Squadra          | Città                | Stagione precedente           |
| ---------------- | -------------------- | ----------------------------- |
| Čita             | Čita                 | 5º nel Girone Est di PPF Ligi |
| Dinamo Barnaul   | Barnaul              | 6º nel Girone Est di PPF Ligi |
| Irtyš Omsk       | Omsk                 | 2º nel Girone Est di PPF Ligi |
| Jakutija Jakutsk | Jakutsk              | 7º nel Girone Est di PPF Ligi |
| Novokuzneck      | Novokuzneck          | 3º nel Girone Est di PPF Ligi |
| Sachalin         | Južno-Sachalinsk     | 16º posto in PFN Ligi         |
| Sibir'-2         | Novosibirsk          | 8º nel Girone Est di PPF Ligi |
| Smena K.N.A.     | Komsomol'sk-na-Amure | 4º nel Girone Est di PPF Ligi |
| Tom' Tomsk-2     | Tomsk                | 9º nel Girone Est di PPF Ligi |

### Classifica finale
|  | Pos. | Squadra          | Pt | G  | V  | N  | P  | GF | GS | DR  |
|  | ---- | ---------------- | -- | -- | -- | -- | -- | -- | -- | --- |
|  | 1.   | Smena K.N.A.     | 49 | 24 | 14 | 7  | 3  | 45 | 25 | +20 |
|  | 2.   | Sachalin         | 48 | 24 | 14 | 6  | 4  | 40 | 17 | +23 |
|  | 3.   | Čita             | 34 | 24 | 9  | 7  | 8  | 30 | 25 | +5  |
|  | 4.   | Dinamo Barnaul   | 31 | 24 | 7  | 10 | 7  | 33 | 29 | +4  |
|  | 5.   | Irtyš Omsk       | 31 | 24 | 7  | 10 | 7  | 25 | 23 | +2  |
|  | 6.   | Tom' Tomsk-2     | 28 | 24 | 7  | 7  | 10 | 29 | 35 | -6  |
|  | 7.   | Sibir'-2         | 26 | 24 | 7  | 5  | 12 | 29 | 42 | -13 |
|  | 8.   | Jakutija Jakutsk | 25 | 24 | 6  | 7  | 11 | 38 | 49 | -11 |
|  | 9.   | Novokuzneck      | 20 | 24 | 5  | 5  | 14 | 24 | 48 | -24 |

### Verdetti
- Smena K.N.A. promosso in Pervenstvo Futbol'noj Nacional'noj Ligi 2016-2017.

### Risultati
|                  | SKA     | SAC     | CIT     | DIB     | IRO     | TT2     | SI2     | JAJ     | NOV     |
| Smena K.N.A.     | ----    | 1-0     | 1-1 2-0 | 2-1     | 0-2 1-0 | 2-1 2-2 | 1-1     | 5-2 3-0 | 2-2     |
| Sakhalin         | 3-1 1-3 | ----    | 2-0     | 2-0     | 4-1 1-0 | 3-0 1-0 | 4-0     | 2-2 3-0 | 0-0     |
| Čita             | 0-1     | 2-1 0-0 | ----    | 2-2 3-1 | 0-1     | 0-1     | 3-1 2-1 | 2-1     | 0-1 3-0 |
| Dinamo Barnaul   | 2-2     | 1-1 0-1 | 1-0     | ----    | 1-1 0-0 | 1-0 4-0 | 0-1     | 1-2     | 2-1     |
| Irtyš Omsk       | 0-0     | 3-1     | 0-0 1-1 | 1-1     | ----    | 0-1 1-1 | 3-0     | 1-1 2-1 | 2-2 3-0 |
| Tom' Tomsk-2     | 0-1     | 1-3     | 1-1 1-2 | 0-0     | 1-0     | ----    | 1-4 2-0 | 3-1 5-3 | 1-1 3-0 |
| Sibir'-2         | 1-3 2-1 | 0-0 0-1 | 1-4     | 0-3 1-2 | 2-2 2-0 | 2-2     | ----    | 1-0     | 3-0     |
| Jakutija Jakutsk | 0-3     | 1-1     | 2-2 0-2 | 2-2     | 2-0     | 1-1     | 2-1 5-1 | ----    | 3-5 3-0 |
| Novokuzneck      | 2-3 0-3 | 1-2 0-3 | 2-0     | 3-1 0-3 | 0-1     | 2-1     | 1-1 0-3 | 1-2     | ----    |
| ---------------- | ------- | ------- | ------- | ------- | ------- | ------- | ------- | ------- | ------- |